# Phalanger intercastellanus
Espèce
Statut de conservation UICN

 LC  : Préoccupation mineure
Statut CITES
Le Couscous commun de l’Est (Phalanger intercastellanus) est une espèce de marsupiaux de la famille des Phalangeridae. On trouve ce couscous en Australie, en Indonésie et en Papouasie-Nouvelle-Guinée.